# Playas de Papagayo
Las playas de Papagayo son un conjunto de playas y calas situadas en los alrededores de la punta de Papagayo, pequeño cabo al sur de Lanzarote, España. 

## Toponimia
El nombre de papagayo se refiere tanto al tramo de costa, como a la punta y a la cala junto a dicha punta y ya aparece en el mapa que Torriani dibujó de la isla a finales del siglo XVI, con la especificación de ser una punta de mar. El topónimo podría ser un portuguesismo referido a un pez que se pescaba en la zona, el Xyrichtys novacula, conocido como papagayo en portugués o pez peine en español.

## Situación
Situadas a pocos kilómetros de la localidad turística de Playa Blanca, se encuentran en un tramo de la costa del Rubicón, dentro del monumento natural de los Ajaches. Se accede a ellas por mar o por caminos de tierra. Desde 1998 se estableció un canon de entrada para los automóviles.

## Playas
El conjunto de las playas de la punta del Papagayo, todas de arena blanca y de aguas tranquilas, está formado por las siguientes calas y playas de oeste a este:
Playa Mujeres

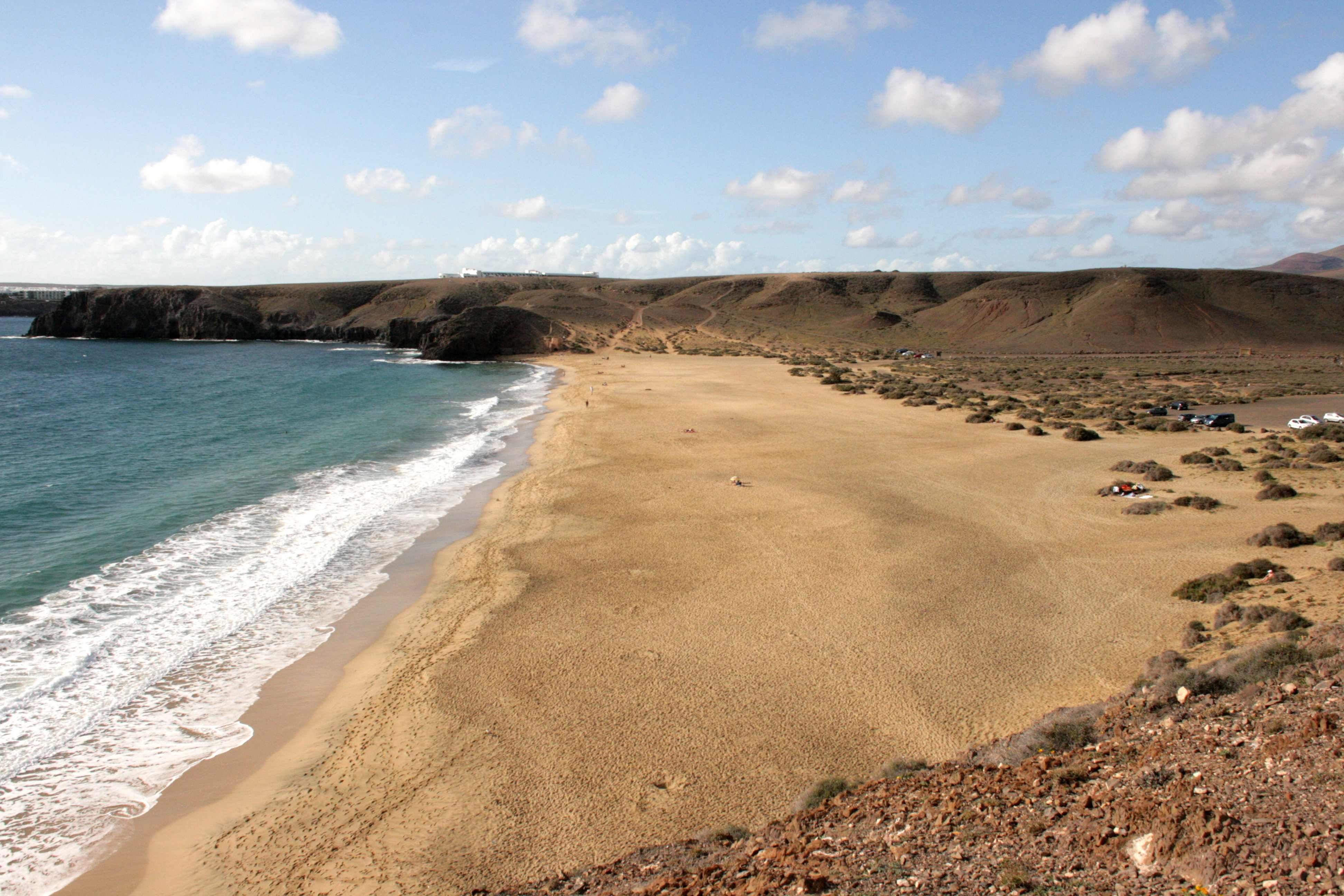
Playa de las Mujeres.

También conocida como la Calera, es la más larga y la más cercana a Playa Blanca. Tiene 400 metros de largo y 85 de ancho.
Caletón del Cobre
Pequeña cala de apenas 52 metros de longitud y anchura de 3 metros, de difícil acceso y con rocas y arena.
Caletón de San Marcial
Casi contiguo al anterior y de similares características, algo más pequeño (35 por 6 metros).
Playa de la Cruz o del Pozo

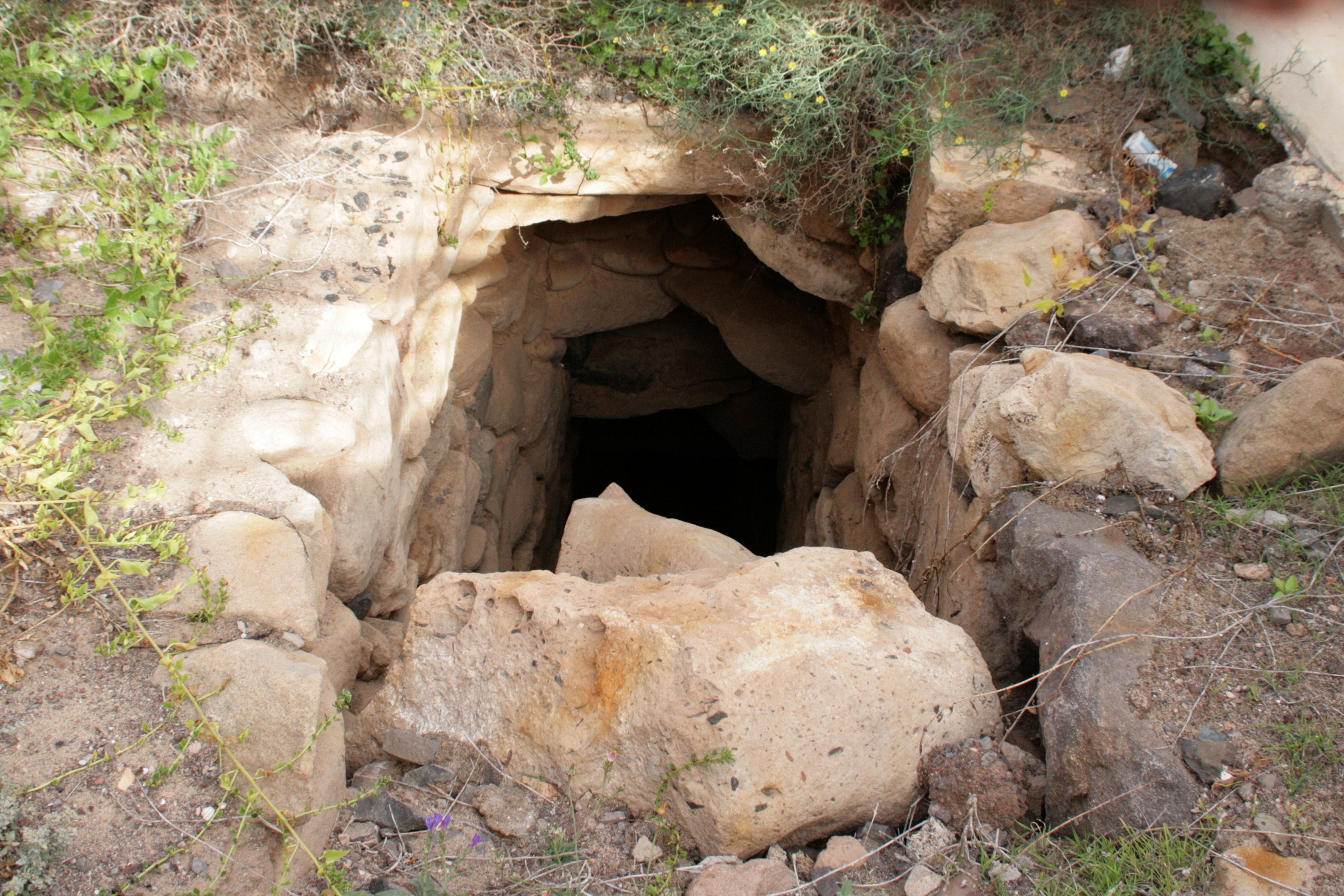
Pozo del Rubicón.

Con 320 metros es la segunda más larga, es otra de las playas abiertas de este tramo de costa. Debe su nombre al pozo de la Cruz, que forma parte del yacimiento arqueológico de San Marcial del Rubicón, primer asentamiento normando en Canarias.
Playa de la Cera o Cerita
Cala de 150 metros contigua a la más conocida de Papagayo, comparte con ella algunos de los pocos equipamientos de la zona, aparcamiento y unos antiguos búnkeres reciclados como establecimientos de restauración.
Playa de Papagayo

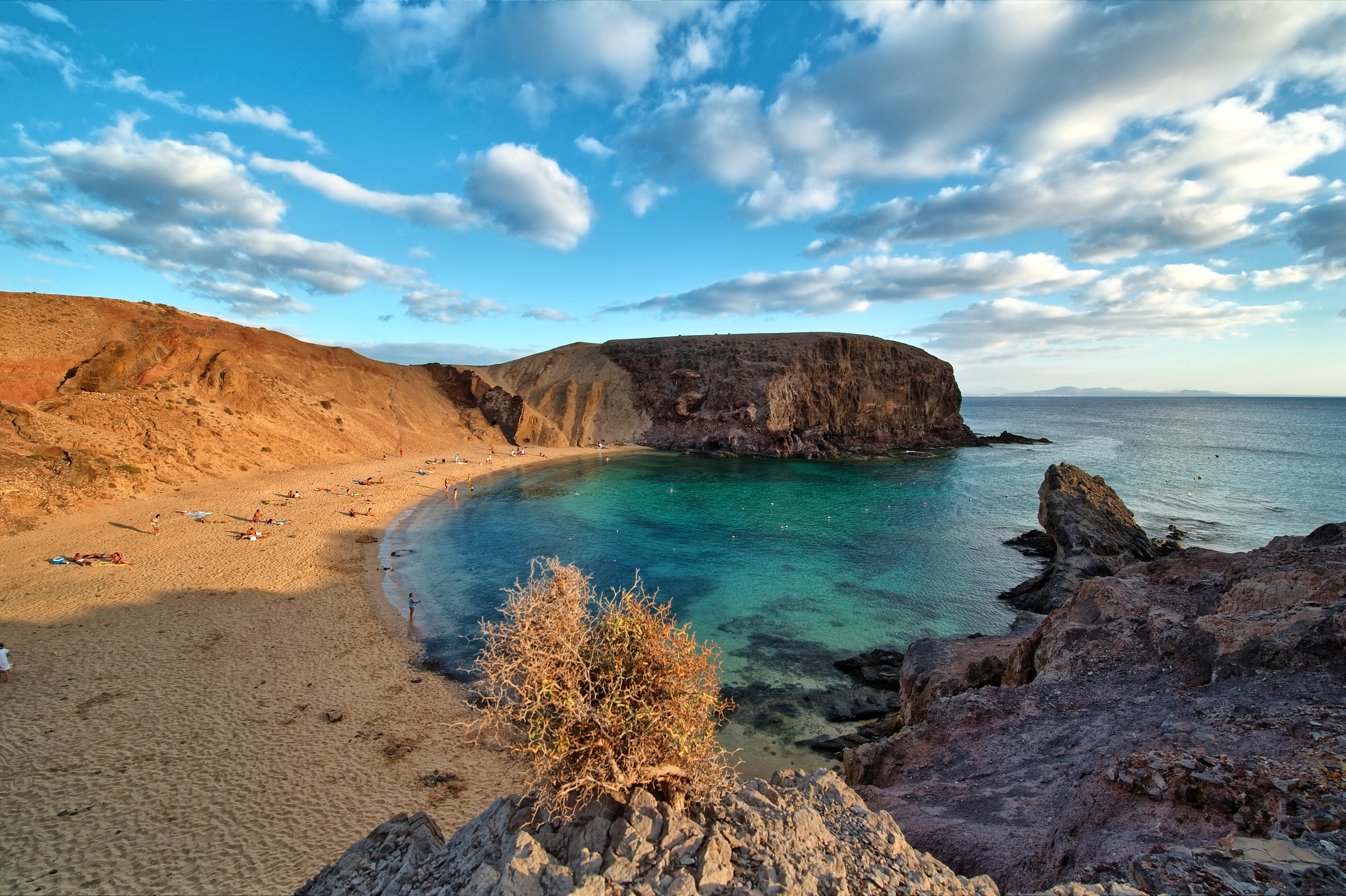
Cala y punta de Papagayo.

La más popular de la zona, es una cala de 120 metros de largo y 50 de ancho, al estar cerrada por acantilados es muy tranquila y de gran belleza paisajística, siendo considerada con frecuencia entre las playas mejor valoradas de Canarias y de España.
Playa Puerto Muelas
Otra playa de arena de 130 metros de longitud y 30 de anchura. Junto a ella se sitúa un camping habilitado para caravanas.
Caleta del Congrio
De características similares a la vecina de Puerto Muelas, tiene 280 metros de largo.